# Scopello
Scopello is een gemeente in de Italiaanse provincie Vercelli (regio Piëmont) en telt 425 inwoners (31-12-2004). De oppervlakte bedraagt 18,6 km², de bevolkingsdichtheid is 23 inwoners per km².
De volgende frazioni maken deel uit van de gemeente: Chioso.

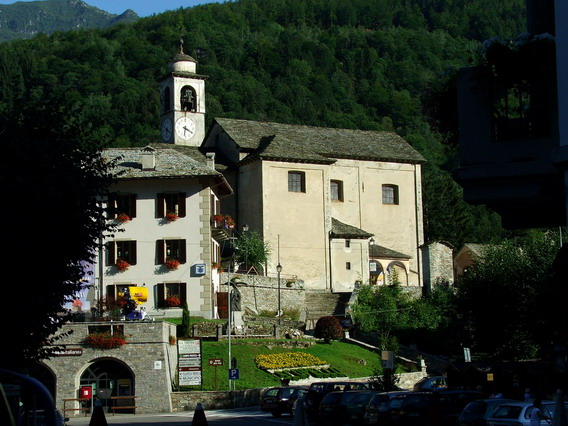
De parochiekerk van Beata Vergine Maria Assunta.
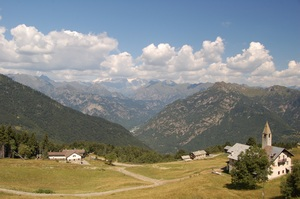
Alpe di Mera, ´s winters een skiresort.
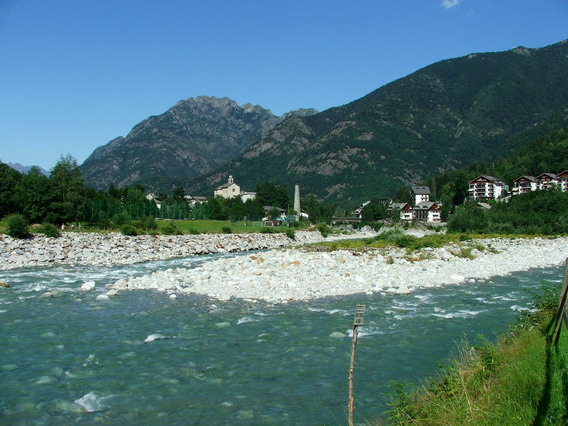
Scopello en de Sesia.

## Demografie
Scopello telt ongeveer 256 huishoudens. Het aantal inwoners daalde in de periode 1991-2001 met 2,6% volgens cijfers uit de tienjaarlijkse volkstellingen van ISTAT.
| Jaar | Inwoneraantal |
| ---- | ------------- |
| 1991 | 454           |
| 2001 | 442           |

## Geografie
De gemeente ligt op ongeveer 659 m boven zeeniveau.
Scopello grenst aan de volgende gemeenten: Boccioleto, Campertogno, Caprile (BI), Crevacuore (BI), Guardabosone, Pettinengo (BI), Pila, Piode, Scopa, Trivero (BI), Valle San Nicolao (BI).